# Высокий суд Англии и Уэльса
Высокий суд правосудия Его Величества в Англии (англ. His Majesty's High Court of Justice in England, в российском обиходе Высокий суд Лондона или Высокий суд правосудия) — один из трёх высших судов Англии и Уэльса наряду с Апелляционным судом и Королевским судом.
Высокий суд Лондона был создан в результате судебной реформы, проведённой Актами о судоустройстве 1873 и 1875 годов. Эта судебная реформа объединила суды общего права и права справедливости в единую систему высших судов Англии и Уэльса, что позволило судам применять правовые средства, проистекающие как из той, так и из другой правовой системы.
Высокий суд состоит из трёх отделений: Отделения королевской скамьи, Канцлерского отделения и Отделения по делам семьи. Каждое из этих отделений имеет свою юрисдикцию.

## Отделения
Отделение королевской скамьи (Queen’s Bench Division) — это самое большое отделение Высокого суда, в 2013 году в него входили 72 из 108 судей всего суда. Это отделение рассматривает все гражданские дела, которые попадают в Высокий суд, но не отнесены прямо к юрисдикции двух других отделений. В статусе апелляционной инстанции суд пересматривает решения судов графств по гражданским делам и решения магистратских судов по уголовным делам. В составе отделения образованы три специальных суда. Коммерческий суд рассматривает споры по банковскому праву и международному частному праву, Технологический и строительный суд — споры, требующие технических познаний, Адмиралтейский суд — споры из морского права. Кроме того, в составе отделения образован так называемый Административный суд, который представляет собой подразделение, занимающееся пересмотром решений нижестоящих судов и рассмотрением жалоб на действия административных органов.
Канцлерское отделение (Chancery Division) уполномочено рассматривать споры по трастам, корпоративному праву, наследственному праву, некоторые земельные споры. В составе отделения образованы Патентный суд и Судебная палата для юридических лиц, которые рассматривают, соответственно, споры, связанные с интеллектуальной собственностью, и корпоративные споры, в том числе банкротство. До судебной реформы 2005 года номинальным главой отделения был лорд-канцлер, который назначал вице-канцлера для ведения повседневной деятельности; в процессе реформы эта должность была переименована в Канцлера Высокого суда, который стал главой канцлерского отделения. 
Отделение по семейным делам (Family Division) сформировано в 1971 году. В его компетенцию входят разводы, споры об опеке над детьми, споры о медицинском уходе. Особенность работы этого отделения заключается в том, что в срочных случаях заседания могут быть проведены в любое время суток, в том числе — по телефону.

## Судьи
Судей Высокого суда Лондона назначает монарх по рекомендации членов Комиссии по судебным назначениям.
В некоторых случаях в рассмотрении дел могут участвовать судьи в отставке, судьи окружного суда и старший Королевский адвокат. Они выступают в статусе помощника судьи, хотя стороны обязаны обращаться к ним как к полноправным судьям. Для коллективного рассмотрения дел может образовываться коллегия из двух или более судей (Divisional court).